# Listă de aeroporturi după codul IATA: J
Mai jos este lista de aeroporturi al căror cod IATA începe cu litera J.
Această listă este generată cu date din Wikidata și este actualizată periodic de un robot.
 Editările făcute în listă vor fi șterse la următoarea actualizare!
| Imagine | Cod IATA | Articol                                            |
| ------- | -------- | -------------------------------------------------- |
|         | JLS      | Aeroportul Jales                                   |
|         | JTC      | Aeroportul Bauru-Arealva                           |
|         | JUV      | Aeroportul Upernavik                               |
|         | JAD      | Aeroportul Jandakot                                |
|         | JRO      | Aeroportul Internațional Kilimanjaro               |
|         | JAT      | Aeroportul Jabot                                   |
|         | JHM      | Aeroportul Kapalua                                 |
|         | JGB      | Aeroportul Jagdalpur                               |
|         | JGS      | Aeroportul Jinggangshan                            |
|         | JAW      | Aeroportul Araripina                               |
|         | JIA      | Aeroportul Juína                                   |
|         | JHB      | Aeroportul Internațional Senai                     |
|         | JCK      | Aeroportul Julia Creek                             |
|         | JIU      | Aeroportul Jiujiang Lushan                         |
|         | JMB      | Aeroportul Jamba                                   |
|         | JKR      | Aeroportul Janakpur                                |
|         | JLR      | Aeroportul Jabalpur                                |
|         | JHG      | Aeroportul Internațional Xishuangbanna Gasa        |
|         | JEE      | Aeroportul Jérémie                                 |
|         | JKV      | Aeroportul Cherokee County                         |
|         | JMU      | Aeroportul Jiamusi Dongjiao                        |
|         | JKL      | Aeroportul Național Kalymnos                       |
|         | JAR      | Aeroportul Jahrom                                  |
|         | JSU      | Aeroportul Maniitsoq                               |
|         | JYV      | Aeroportul Jyväskylä                               |
|         | JAP      | Aeroportul Chacarita                               |
|         | JFR      | Aeroportul Paamiut                                 |
|         | JOK      | Aeroportul Yoshkar-Ola                             |
|         | JBR      | Aeroportul Municipal Jonesboro                     |
|         | JWN      | Aeroportul Zanjan                                  |
|         | JIJ      | Aeroportul Jijiga                                  |
|         | JAK      | Aeroportul Jacmel                                  |
|         | JDO      | Aeroportul Juazeiro do Norte                       |
|         | JAC      | Aeroportul Jackson Hole                            |
|         | JOS      | Aeroportul Yakubu Gowon                            |
|         | JNB      | Aeroportul Internațional OR Tambo                  |
|         | JNU      | Aeroportul Juneau                                  |
|         | JMS      | Aeroportul Regional Jamestown                      |
|         | JUJ      | Aeroportul Internațional Gobernador Horacio Guzmán |
|         | JIR      | Aeroportul Jiri                                    |
|         | JEQ      | Aeroportul Jequié                                  |
|         | JWA      | Aeroportul Jwaneng                                 |
|         | JIK      | Aeroportul Național Ikaria                         |
|         | JNI      | Aeroportul Junín                                   |
|         | JOG      | Aeroportul Internațional Adisucipto                |
|         | JIP      | Aeroportul Jipijapa                                |
|         | JJI      | Aeroportul Juanjuí                                 |
|         | JED      | Aeroportul Internațional King Abdulaziz            |
|         | JUZ      | Aeroportul Quzhou                                  |
|         | JPA      | Aeroportul Presidente Castro Pinto                 |
|         | JBS      | Aeroportul São Borja                               |
|         | JEG      | Aeroportul Aasiaat                                 |
|         | JPR      | Aeroportul Ji-Paraná                               |
|         | JPR      | Aeroportul Ji-Parana                               |
|         | JOE      | Aeroportul Joensuu                                 |
|         | JIW      | Aeroportul Jiwani                                  |
|         | JUM      | Aeroportul Jumla                                   |
|         | JCB      | Aeroportul Joaçaba                                 |
|         | JJM      | Aeroportul Mulika Lodge                            |
|         | JMJ      | Aeroportul Lancang                                 |
|         | JVA      | Aeroportul Ankavandra                              |
|         | JFK      | Aeroportul Internațional John F. Kennedy           |
|         | JNZ      | Aeroportul Jinzhou Bay                             |
|         | JAN      | Aeroportul Internațional Jackson-Evers             |
|         | JAL      | Aeroportul El Lencero                              |
|         | JSI      | Aeroportul Național Skiathos                       |
|         | JUR      | Aeroportul Jurien Bay                              |
|         | JEF      | Aeroportul Jefferson City Memorial                 |
|         | JAU      | Aeroportul Francisco Carle                         |
|         | JMK      | Aeroportul Național Mykonos                        |
|         | JUB      | Aeroportul Internațional Juba                      |
|         | JER      | Aeroportul Jersey                                  |
|         | JRT      | Aeroportul Brejo                                   |
|         | JAV      | Aeroportul Ilulissat                               |
|         | JRG      | Aeroportul Jharsuguda                              |
|         | JBB      | Aeroportul Notohadinegoro                          |
|         | JAI      | Aeroportul Jaipur                                  |
|         | JSA      | Aeroportul Jaisalmer                               |
|         | JTR      | Aeroportul Național Santorini (Thira)              |
|         | JGD      | Aeroportul Jiagedaqi                               |
|         | JIC      | Aeroportul Jinchang Jinchuan                       |
|         | JGN      | Aeroportul Jiayuguan                               |
|         | JVI      | Aeroportul Regional Central Jersey                 |
|         | JNX      | Aeroportul Național Naxos                          |
|         | JKG      | Aeroportul Jönköping                               |
|         | JST      | Aeroportul Johnstown–Cambria County                |
|         | JOL      | Aeroportul Jolo                                    |
|         | JRH      | Aeroportul Jorhat                                  |
|         | JFN      | Aeroportul Regional Northeast Ohio                 |
|         | JUA      | Aeroportul Juara                                   |
|         | JNG      | Aeroportul Jining Qufu                             |
|         | JZH      | Aeroportul Jiuzhai Huanglong                       |
|         | JIN      | Aeroportul Jinja                                   |
|         | JVL      | Aeroportul Regional Southern Wisconsin             |
|         | JRN      | Aeroportul Juruena                                 |
|         | JQE      | Aeroportul Jaqué                                   |
|         | JSO      | Aeroportul Sobral                                  |
|         | JSR      | Aeroportul Jessore                                 |
|         | JIQ      | Aeroportul Qianjiang Wulingshan                    |
|         | JSH      | Aeroportul Sitia Public                            |
|         | JYR      | Aeroportul Jiroft                                  |
|         | JIO      | Aeroportul Jos Orno Imsula                         |
|         | JJD      | Aeroportul Jericoacoara                            |
|         | JIB      | Aeroportul Internațional Djibouti-Ambouli          |
|         | JJN      | Aeroportul Quanzhou Jinjiang                       |
|         | JOM      | Aeroportul Njombe                                  |
|         | JRS      | Aeroportul Atarot                                  |
|         | JHW      | Aeroportul Chautauqua County-Jamestown             |
|         | JOT      | Aeroportul Regional Joliet                         |
|         | JKH      | Aeroportul Național Chios                          |
|         | JDG      | Aeroportul Jungseok                                |
|         | JAA      | Aeroportul Jalalabad                               |
|         | JAB      | Aeroportul Jabiru                                  |
|         | JCM      | Aeroportul Jacobina                                |
|         | JNA      | Aeroportul Januaria                                |
|         | JAE      | Aeroportul Shumba                                  |
|         | JUH      | Aeroportul Chizhou Jiuhuashan                      |
|         | JUL      | Aeroportul Internațional Inca Manco Cápac          |
|         | JDH      | Aeroportul Jodhpur                                 |
|         | JIM      | Aeroportul Aba Segud                               |
|         | JSJ      | Aeroportul Jiansanjiang Shidi                      |
|         | JHS      | Aeroportul Sisimiut                                |
|         | JOI      | Aeroportul Joinville-Lauro Carneiro de Loyola      |
|         | JAQ      | Aeroportul Jacquinot Bay                           |
|         | JEJ      | Aeroportul Jeh                                     |
|         | JXA      | Aeroportul Jixi Xingkaihu                          |
|         | JAX      | Aeroportul Internațional Jacksonville              |
|         | JMO      | Aeroportul Jomsom                                  |
|         | JSY      | Aeroportul Național Syros                          |
|         | JDZ      | Aeroportul Jingdezhen Luojia                       |
|         | JTI      | Aeroportul Jataí                                   |
|         | JDN      | Aeroportul Jordan                                  |
|         | JDA      | Aeroportul Regional Grant County                   |
|         | JRF      | Aeroportul Kalaeloa                                |
|         | JJG      | Aeroportul regional Jaguaruna                      |
|         | JLN      | Aeroportul Regional Joplin                         |
|         | JCT      | Aeroportul Kimble County                           |
|         | JGA      | Aeroportul Jamnagar                                |
|         | JQA      | Aeroportul Qaarsut                                 |
|         | JTY      | Aeroportul Național Astypalaia                     |
|         | JSM      | Aeroportul José de San Martín                      |
|         | JBQ      | Aeroportul Internațional La Isabela                |
|         | JDF      | Aeroportul Juiz de Fora                            |